# Галицька синагога (Київ)
Га́лицька синаго́га — синагога у Києві, розташована неподалік Галицької площі.

## Історія
На початку ХХ ст. на місці т. зв. Арештантських городів, було розплановано і прокладено декілька невеликих вулиць, серед них був і Скомороський провулок (поруч пролягала річка Скоморох).
Садибу № 7 на Скомороській вулиці (іноді її називали провулком) орендувала єврейська громада, котра найменувалася за назвою сусідньої площі Галицьким товариством. У квітні 1909 р. її господарче правління звернулося до міської влади з проханням: «дозволити нам зведення будівлі для молитовного дому на землі, що її ми орендуємо від Київського Міського Управління на колишніх арештантських городах». Як архітектор був запрошений цивільний інженер Федір Мефодійович Олтаржевський.
Дозвіл на будівництво був даний, і упродовж 1909—1910 рр. велося спорудження цегляного корпусу синагоги. Будівництво здійснював відомий київський підрядчик Яків Хаїмович Файбишенко, який очолював господарче правління Галицького єврейського товариства. Будинок був двоповерховий, з просторою молитовною залою і галереєю для жінок. Його фасад декоровано з елементами романського стилю. 4 (17) грудня 1910 р. губернська влада визнала новий дім молитви «підхожим для громадського користування».
Галицька синагога належала єврейській громаді до 1919 р., коли декрет радянської влади оголосив про націоналізацію майна релігійних установ. Будинок синагоги ще деякий час надавався у користування місцевому єврейству. У 1921 р. була зареєстрована юдейська громада «Молитовний будинок на Єврейському базарі»; невдовзі вона обрала для себе іншу назву: синагога «Бейс-Яків» («Бейт-Яаков»). Громада налічувала близько 750 віруючих.
У 1929 р. Головні електричні майстерні (ГЕМ) Південно-Західної залізниці висунули вимогу про передачу їм будинку синагоги. Увесь склад громади виступив проти, але працівники ГЕМ наполягали, що нібито «це приміщення конче потрібно для поширення майстерень».
Місцева адміністрація послалася на двоє загальних зборів колективу майстерень (1 травня та 12 грудня 1929 р.), де були присутні відповідно 655 та 320 осіб. Хоча вдалося отримати лише 78 підписів за закриття синагоги, радянські чиновники навіть не звернули на це уваги. Вони просто додали кількість присутніх на обох зборах і заявили, буцімто передачу будинку синагоги майстерням підтримали 975 чоловік. На цій підставі матеріали про закриття синагоги були передані до Всеукраїнського Центрального Виконавчого Комітету, який 14 вересня 1930 р. ухвалив «Закрити… синагогу Бейс-Яків у м. Києві по Скоморошському провулку № 7, використавши її приміщення для поширення електротехнічної майстерні». Керівники ГЕМ, які ще недавно запевняли владні органи у гострій необхідності нових виробничих приміщень, перетворили відібраний будинок на їдальню. На початку 1930-х на базі майстерень був створений завод «Транссигнал». Його територія, обнесена капітальною стіною, поглинула Скомороський провулок. Для підприємства були зведені нові великі виробничі корпуси. До фасаду синагоги, що аж до кінця 1990-х рр. використовувалася як їдальня, прибудували непоказний одноповерховий вестибюль.

## Повернення синагоги вірянам
4 березня 1992 р. Президент України Леонід Кравчук підписав Указ «Про заходи щодо повернення релігійним організаціям культового майна». Та лише у 2001 році почався процес повернення синагоги єврейській громаді. У 2002—2004 роках за спонсування Єврейської агенції було проведено реставраційні роботи будівлі. В огорожі заводу зі сторони вулиці Жилянської облаштовано прохід для відвідувачів синагоги внаслідок чого відновлено доступ до збереженої частини колишнього Скомороського провулку.